# Assemblée Nationale
Assemblée Nationale, eller Nationalforsamlingen, er det det ene af de to kamre i det franske parlament. Det andet kammer udgøres af Senatet. Nationalforsamlingen har 577 medlemmer (députés) valgt i enkeltmandskredse i to valgrunder. Valgperioden er 5 år, men præsidenten kan til enhver tid udskrive nyvalg. Nationalforsamlingen har til huse i Palais Bourbon i Paris.